# Łazar Łazarow
Łazar Manołow Łazarow (bułg. Лазар Манолов Лазаров; ur. 18 marca 1970 w Sofii) – bułgarski ekonomista i urzędnik państwowy, w latach 2022–2023 wicepremier oraz minister pracy i polityki socjalnej.

## Życiorys
W 1996 ukończył makroekonomię na Uniwersytecie Gospodarki Narodowej i Światowej. Od połowy lat 90. pracował na stanowiskach doradczych i kierowniczych w państwowej służbie zatrudnienia, Bułgarskiej Izbie Gospodarczej, radzie gospodarczo-społecznej (ISS) oraz resorcie pracy. W latach 2005–2007 był doradcą ministra pracy i polityki socjalnej, od sierpnia 2005 do listopada 2007 pełnił funkcję wiceministra w tym ministerstwie. Od 2009 do 2013 zajmował stanowisko głównego eksperta parlamentarnej komisji pracy i polityki społecznej. Od czerwca 2013 do sierpnia 2014, od listopada 2014 do maja 2016, od lutego do maja 2017 oraz od września 2017 do sierpnia 2022 ponownie był wiceministrem pracy i polityki socjalnej.
W sierpniu 2022 został wicepremierem ds. polityki społecznej oraz ministrem pracy i polityki socjalnej w przejściowym rządzie Gyłyba Donewa. Utrzymał te funkcje również w utworzonym w lutym 2023 drugim technicznym gabinecie tego samego premiera. Zakończył urzędowanie w czerwcu 2023.